# Озерне (аеродром)
Аеродром «Озерне» — аеродром Міністерства оборони України. Спільно використовується цивільною (для вантажних перевезень) та військовою (39-ю бригадою тактичної авіації) авіацією.
Знаходиться на південь від селища Озерне поблизу Житомира.

## Історія
В 30-х роках 20-го століття поблизу села Скоморохи (нині Озерне) було побудовано злітно-посадкову смугу та фактично створено аеродром, який отримав назву «Скоморохи». На початок Німецько-радянської війни цей аеродром мав неабияке стратегічне значення.
Під час німецької окупації аеродром був добудований працею військовополонених.
Після повернення радянських військ, на авіабазу перебазувався 894-й винищувальний авіаційний полк на літаках Як-1, Hawker Hurricane, Як-7Б.
В грудні 1945 на авіабазу передислокувалася 15-та гвардійська бомбардувальна авіаційна дивізія на B-25.
Згодом частини, що тут базувалися неодноразово переходили на інши види літаків, так 894 ВАП пересів на Як-9 в 1945, МіГ-9 в 1950, МіГ-15 в 1953, Су-9 в 1959, МіГ-23 в 1979. Полки 15 БАД, які базувалися на летовищі переозброювалися на Ту-4 з 1950, Ту-16 з 1956, Ту-16К з 1964, Ту-22 і Ту-22К в 1968.
На момент проголошення незалежності Україною зі складу 15-ї БАД на авіабазі залишився тільки 341-й важкий бомбардувальний авіаційний полк, який разом з 894-м ВАП перейшли під юрисдикцію України.
В 1997 році 341-й БАП був розформований, літаки полку перегнали на базу ліквідації в Ніжин впродовж 1998-1999 років.
В 2001 році 841-й ВАП, який на той час вже називався 9-м винищувальним авіаційним полком, був переведений на Су-27.
З 2004 по 2008 роки 9-й полк (який в цей період був реорганізований в 9-ту бригаду тактичної авіації) літав на МіГ-29 після чого знову пересів на винищувачі Су-27.
В 2011 році 9-ту бригаду було реорганізовано в 39-ту окрему ескадрилью тактичної авіації, яка ввійшла до складу 40-ї бригади тактичної авіації.
У рамках виконання Плану розвитку ЗСУ 1 січня 2018 року авіаційна ескадрилья була переформована в 39-ту бригаду тактичної авіації.
15 грудня 2018 року, близько 15 години поблизу смт Озерне сталась авіаційна катастрофа винищувача Су-27 зі складу бригади. Літак розбився при заході на посадку. Загинув пілот — майор Фоменко Олександр Васильович, начальник повітряно-вогневої і тактичної підготовки бригади.

### Повномасштабне російське вторгнення
24 лютого 2022 внаслідок російського ракетного удару загинуло 6 осіб, ще 2 отримали поранення. Також внаслідок ракетного обстрілу було знищено Су-27 ПС ЗСУ та паливозаправну машину.

## Технічні характеристики
Розмір злітно-посадкової смуги — 3 051×60 м.
Тип покриття смуги — армобетон.
Клас (код) аеродрому — Б (4С).
Аеродром здатний приймати літаки Іл-62, Іл-76, Ту-154, а також інші, більш легкі моделі. Експлуатація повітряних суден більше типу Іл-76 проводиться за одиничними дозволами.

## Цивільна експлуатація
Цивільну експлуатацію (вантажні перевезення) забезпечує ПП «Авіакомпанія Озерне-Житомир», за якою договором оренди закріплено 17 100 м² території аеродрому.
Авіакомпанія «Озерне-Житомир» також експлуатує:
- майданчик для автотранспортних засобів — 1200 м².
- стоянки повітряних суден (№ 1, № 2.) — 7638 м².
- майданчик для великогабаритних вантажів — 160 кв².
- майданчик автомобільних ваг — 360 м².
- рампа — 144,3 м².
- приміщення інтроскопу (рентгенівська система) — 23,56 м².